# Bolívar (Morán)
Pour les articles homonymes, voir Bolivar.
Bolívar est l'une des huit paroisses civiles de la municipalité de Morán dans l'État de Lara au Venezuela. Sa capitale est El Tocuyo, chef-lieu de la municipalité.

## Géographie

### Démographie
Hormis sa capitale El Tocuyo, chef-lieu de la municipalité, la paroisse civile comporte plusieurs localités, dont :
- Boro
- El Cerrito
- El Hatico
- El Molino
- El Tocuyo
- Los Dos Caminos
- San José de Potrerito
- Yogore